# Comarca del Morrazo
La comarca del Morrazo,[cita requerida] en gallego y oficialmente O Morrazo, es una comarca española situada en la provincia de Pontevedra (Galicia). Limita al norte con la ría de Pontevedra, al este con la comarca de Pontevedra, al sur con la ría de Vigo y al oeste con el océano Atlántico. Se trata de la comarca más pequeña en extensión de Galicia, y una de las cinco más densamente pobladas.[cita requerida]

## Municipios
Está formada por los siguientes municipios: 
- Bueu
- Cangas de Morrazo
- Moaña
- Marín

## Comarca oficial del Morrazo y Morrazo histórico

Municipios y localización de la comarca en la provincia de Pontevedra.

La comarca del Morrazo constituye una península.
La actual comarca oficial del Morrazo corresponde solamente a una parte de la comarca tradicional, pues aparte de los municipios que la integran, forman tradicionalmente parte de ella también el de Vilaboa (menos su parroquia de Bértola y una parte de la de Figueirido y el barrio de Paredes en la parroquia de Vilaboa). También forman parte del Morrazo histórico las parroquias pontevedresas de Lourizán y la mayor parte de la de Salcedo. Antiguamente incluso la propia ciudad de Pontevedra formaba parte del Morrazo, incluso dentro de su arciprestazgo.
El municipio de Vilaboa (que aún hoy pertenece al partido judicial de Cangas) se integró en la comarca oficial de Pontevedra debido a factores de funcionalidad; y las parroquias pontevedresas de Salcedo y Lourizán por pertenecer al propio municipio pontevedrés. En un principio tampoco se incluyó en ayuntamiento de Marín dentro de la comarca oficial del Morrazo, incluyéndose en la de Pontevedra, pero a petición de sus habitantes, fue integrada en la del Morrazo.

## Galería de imágenes

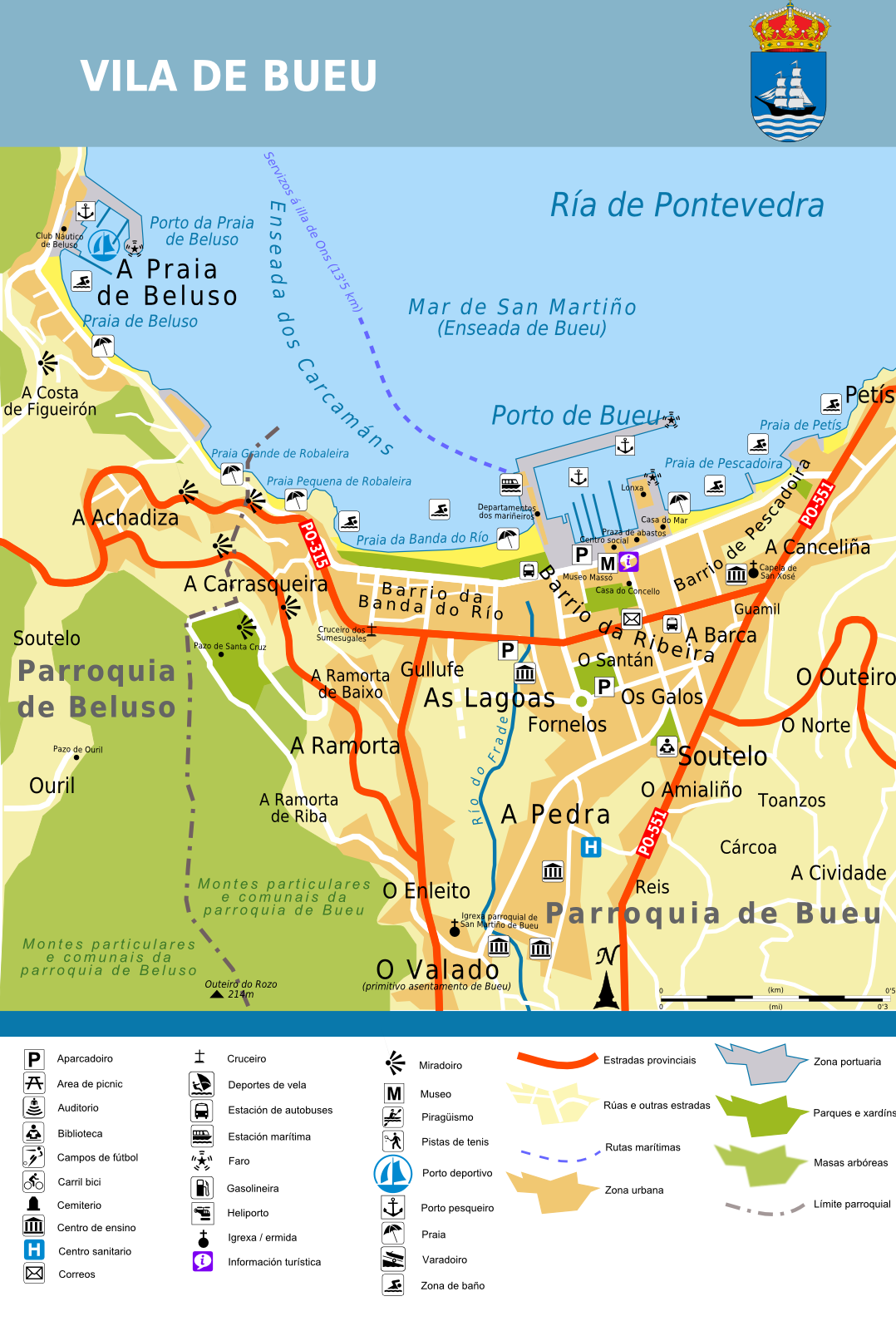
Plano de la villa de Bueu.
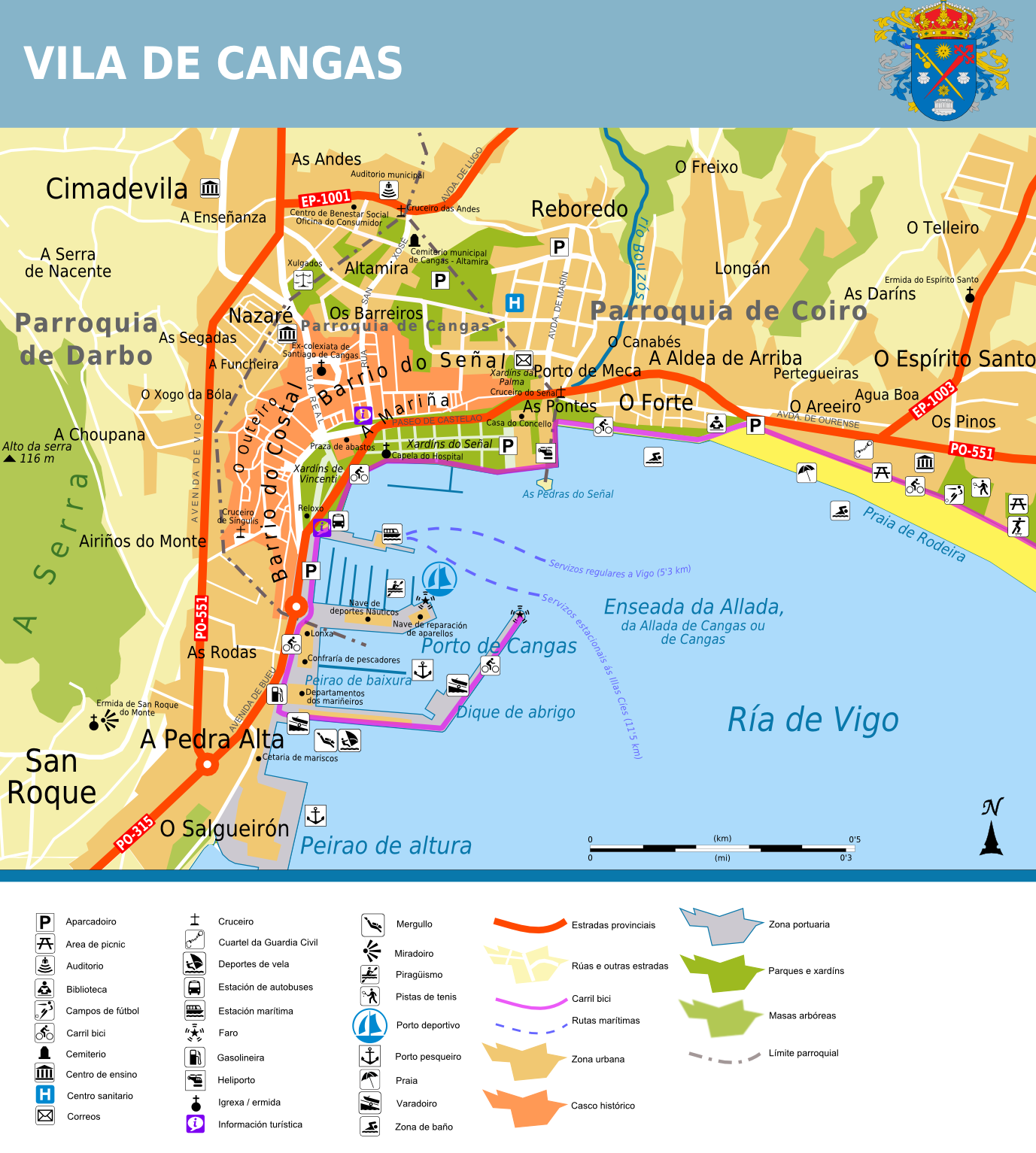
Plano de la villa de Cangas.
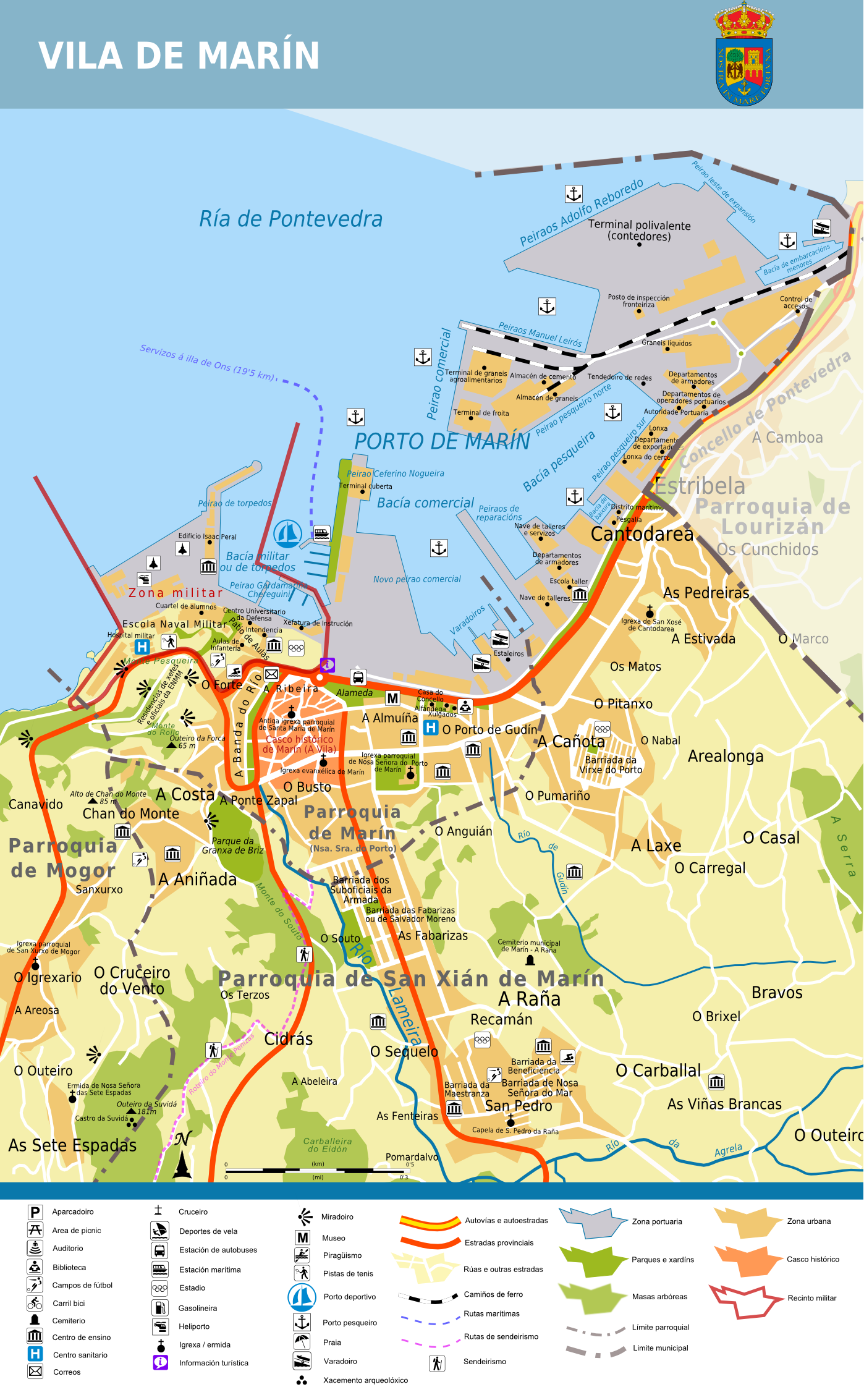
Plano de la villa de Marín.
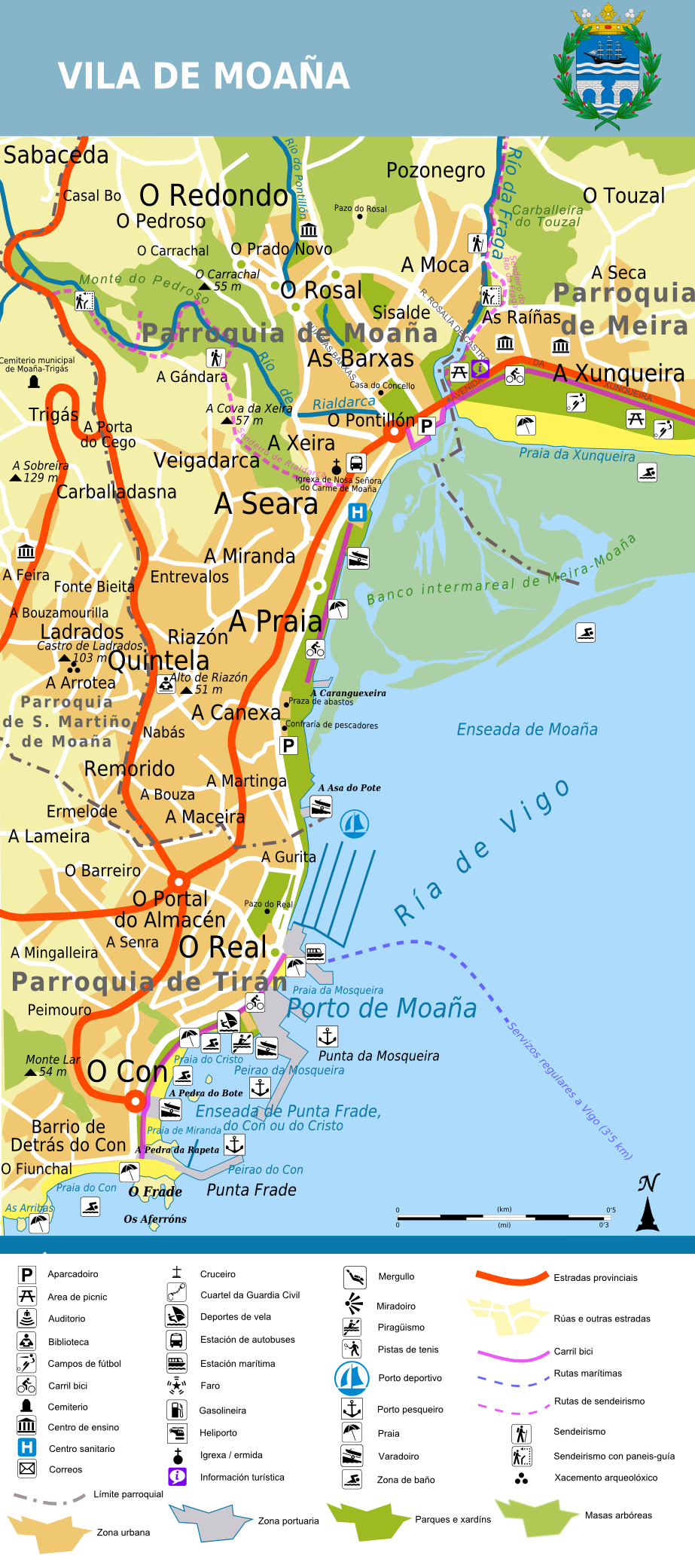
Plano de la villa de Moaña.